# Mathias Schilder
Mathias Schilder, död 1719 troligen i Visby, var en svensk fortifikationslöjtnant, kalkbruksägare och tecknare.
Han var son till konterfejaren och rådmannen i Visby Lars Mattson Hamel och Aigrel Schröder och gift första gången med Maria Bähr och andra gången från 1708 med Maria Schönfeldt. Efter studentexamen 1681 anställdes Schilder vid reduktionskommissionen i Livland och från 1691 var han premiärlantmätare på Gotland. Därefter övergick han till fortifikationen där han utnämndes till löjtnant 1711. Som många av dåtidens militärer var han även verksam som tecknare och en av hans teckningar över Visby har utgjort förlaga till ett kopparstick i Eric Dahlberghs Suecia antiqua et hodierna. Schilder är representerad vid Kungliga biblioteket.  